# Nothria ostuchiensis
Nothria ostuchiensis är en ringmaskart som beskrevs av Imajima 1986. Nothria ostuchiensis ingår i släktet Nothria och familjen Onuphidae. Inga underarter finns listade i Catalogue of Life.